# Маклем, Тифф
Ричард Тиффани Маклем (англ. Richard Tiffany Macklem; род. 4 июня 1961), известный как Тифф Маклем (англ. Tiff Macklem) — канадский банкир и экономист, занимающий должность управляющего Банком Канады с 2020 года. Ранее был деканом Школы менеджмента Ротмана и занимал должность старшего заместителя управляющего Банка Канады.
В 1983 году получил степень бакалавра по экономике в Университете Куинс. В Университете Западного Онтарио получил степень магистра в 1984 году и степень доктора экономики в 1989 году.
В 1984 году присоединился к Банку Канады, где работал в Департаменте денежно-кредитного и финансового анализа в течение года. В 1989 году после завершения аспирантуры вернулся в Банк Канады.
В 2007—2010 гг. был заместителем министра в Министерстве финансов Канады.
В июле 2010 г. был назначили старшим заместителем управляющего Банком Канады.
В июле 2014 года занял должность декана Школы менеджмента Ротмана в Университете Торонто.